# Phymatoctenus sassii
Phymatoctenus sassii là một loài nhện trong họ Ctenidae.
Loài này thuộc chi Phymatoctenus. Phymatoctenus sassii được Eduard Reimoser miêu tả năm 1939.